# Agrypnus alboscutatus
Agrypnus alboscutatus is een keversoort uit de familie van de kniptorren (Elateridae). De wetenschappelijke naam van de soort werd voor het eerst geldig gepubliceerd in 1893 door Ernest Candèze.